# Giovanni Balbi
Pour les articles homonymes, voir Balbi.

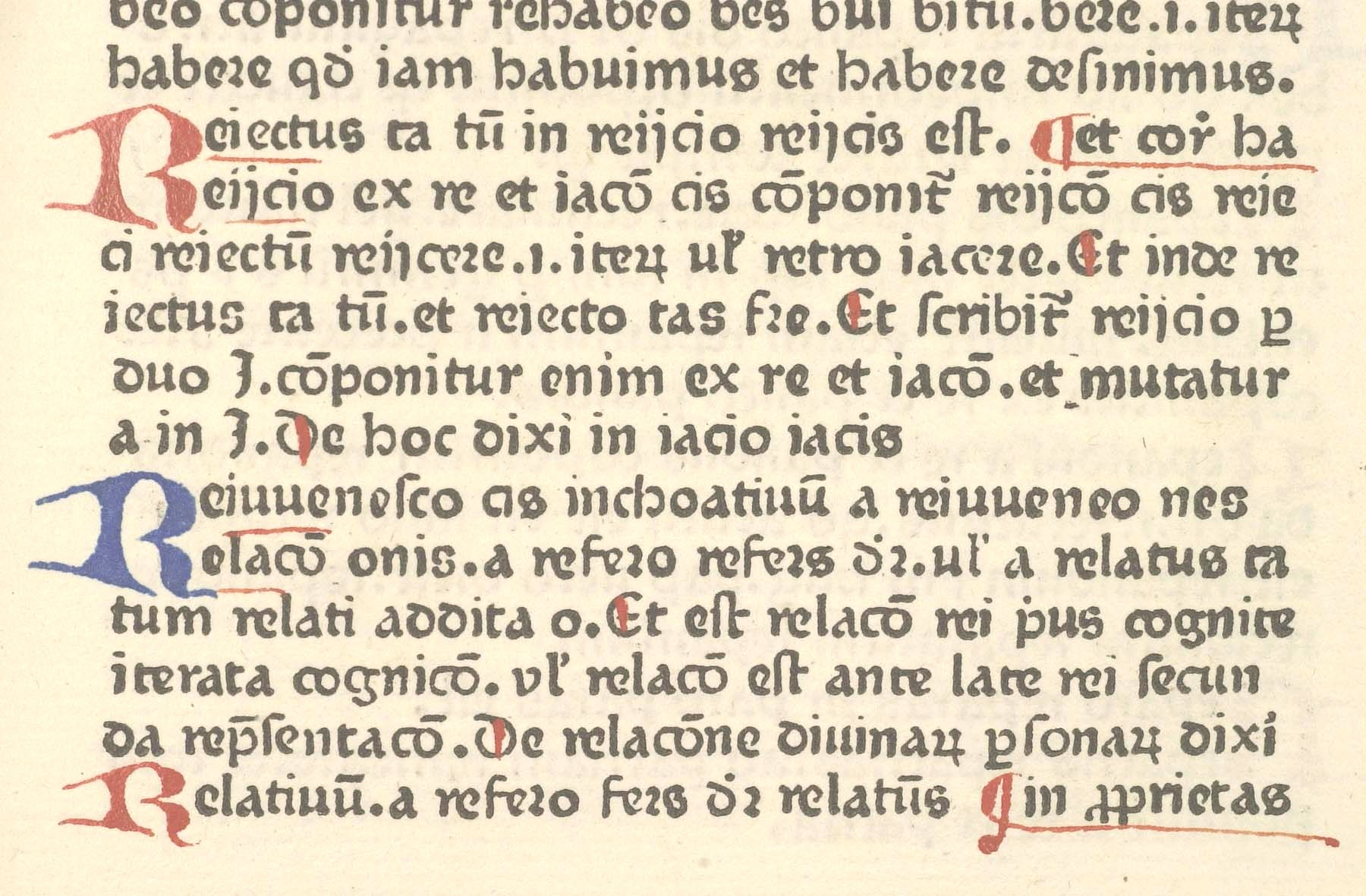
Page du Catholicon de Balbi, édition de Gutenberg en 1460.

Giovanni Balbi, dit aussi Johannes Januensis de Balbis, dit aussi Jean de Gênes, né à une date inconnue dans le courant du XIIIe siècle en Ligurie et mort en 1298, était un dominicain génois fort renommé à son époque en tant qu'écrivain, grammairien et théologien.

## Biographie
Giovanni Balbi est l'auteur de l'ouvrage Summa grammaticalis quae vocatur catholicon (1286), dit aussi Catholicon, premier dictionnaire latin dans un ordre strictement alphabétique, qui servira de modèle à la Renaissance, où il sera imprimé à plusieurs reprises. Il a servi de modèle au Catholicon du breton Jehan Lagadeuc. 
Dans la préface Balbi précise qu'il a utilisé les œuvres de ses prédécesseurs : l'elementarium doctrinae rudimentum de Papias, et etymologiæ d'Isidore de Séville.
Il est aussi l'auteur d'une somme théologique, d'un traité de comput et d'un commentaire sur les Quatre Évangiles.

## Œuvres
- Summa grammaticalis quae vocatur catholicon ou Catholicon Lire en ligne, édition de Gutenberg.
- Liber Theologiae qui vocatur Dialogus de Quaestionibus Animae ad Spiritum
- Quoddam opus ad inveniendum festa mobilia
- Postilla super Joannem
- Tractatus de Omnipotentia Dei